# Кулегаш
Кулегаш (тат. Күләгәш) — село в Агрызском районе Республики Татарстан России. Административный центр Кулегашского сельского поселения.

## История
Кулегаш был основан во второй половине XVII века, известен с 1722 года. Согласно устному преданию, название села восходит к имени его основателя участника Восстания Степана Разина Кюльги (или Кольги). 
В «Списке населенных мест Российской империи», изданном в 1876 году, населённый пункт упомянут как казённая деревня Кулегаш Елабужского уезда (2-го стана), при ключе Кулегаш, расположенная в 88 верстах от уездного города Елабуга. В деревне насчитывалось 17 дворов и проживало 140 человек (65 мужчин и 75 женщин). Имелась мельница. Рядом находился казённый починок Ошуй (Кулегаш) 3-го стана Сарапульского уезда, в котором было 16 дворов и 75 жителей (34 мужчины, 41 женщина).
По данным подворной переписи 1887 года имелось также два населённых пункта — деревня Кулегаш Кулегашского сельского общества Бимской волости Елабужского уезда и деревня Кулегаш (Ошуй, Ожбуй) Арзамасцевского сельского общества Пьяноборской волости. В первой было 34 двора марийцев и 194 жителя (96 мужчин, 98 женщин), во второй имелось 2 двора русских и 8 дворов марийцев, всего 79 душ (42 мужчины, 37 женщин).
Земельный надел деревень составлял 734 десятины земли (в том числе 10,2 десятины усадебной земли, 326,8 десятин пашни, 44,5 десятины сенокоса, 11,4 — выгона, 244,3 десятины подушного леса и 84 — лесного надела, а также 12,8 десятин неудобной земли). У жителей имелось 115 лошадей, 86 коров и 253 единицы мелкого скота (овец, свиней и коз); 11 человек занимались местными промыслами (в том числе 6 плотников), 2 — отхожими промыслами (извозчики). Было 2 грамотных и 1 учащийся.
В 1905 году оба населённых пункта входили в Пьяноборскую волость. В деревне Кулегаш числилось 320 жителей в 48 дворах, в деревне Ошуй Ожбуй (Кулегаш) — 101 житель в 13 дворах, всего 421 человек в 61 дворе (205 мужчин и 216 женщин).
С 1920 года деревня находилась в Вотской АО. С 1921 года деревня перешла в состав Агрызского кантона ТАССР, с 1924 — в состав Елабужского кантона, с 1928 — в состав Челнинского кантона. С 10 августа 1930 года деревня переходит в состав Красноборского района (в 1948 году — центр Кулегашского сельсовета), с 28 октября 1960 года — в состав Агрызского района, с 1 февраля 1963 года — в состав Елабужского сельского района. 4 марта 1964 года деревня окончательно вернулась в состав Агрызского района.

## География
Село находится на северо-востоке республики, в подтаёжной зоне, в пределах южной части Сарапульской возвышенности, на берегах реки Кулегаш (приток реки Бима), на расстоянии примерно 60 км (по прямой) к юго-юго-востоку от города Агрыз, административного центра района. Абсолютная высота — 150 метров над уровнем моря. Через село проходит автодорога Красный Бор — Бима — Исенбаево.

### Часовой пояс
Село Кулегаш, как и весь Татарстан, находится в часовой зоне МСК (московское время). Смещение применяемого времени относительно UTC составляет +3:00.

## Население
Население села Кулегаш в 2012 году составляло 311 человек. Возрастная структура населения характеризовалась следующими данными: трудоспособное население составляло 187 чел. (60,13 %) от общей численности населения, лица старше трудоспособного возраста — 57 чел. (18,33 %), моложе трудоспособного возраста — 67 чел. (21,54 %). По переписи 2010 года в селе проживало 317 человек (170 мужчин, 147 женщин).
| 1859 | 1887 | 1905 | 1920 | 1926 | 1938 | 1949 | 1958 | 1970 | 1989 | 2002 | 2010 |
| ---- | ---- | ---- | ---- | ---- | ---- | ---- | ---- | ---- | ---- | ---- | ---- |
| 215  | 273  | 421  | 323  | 347  | 416  | 336  | 373  | 389  | 293  | 302  | 317  |

Национальный состав
Согласно результатам переписи 2002 года, в национальной структуре населения марийцы составляли 97 %.

## Инфраструктура
В селе функционируют начальная школа — детский сад, фельдшерско-акушерский пункт, дом культуры, библиотека, два магазина и отделение Почты России.

## Улицы
Уличная сеть села состоит из шести улиц и одного переулка.